# Peucang

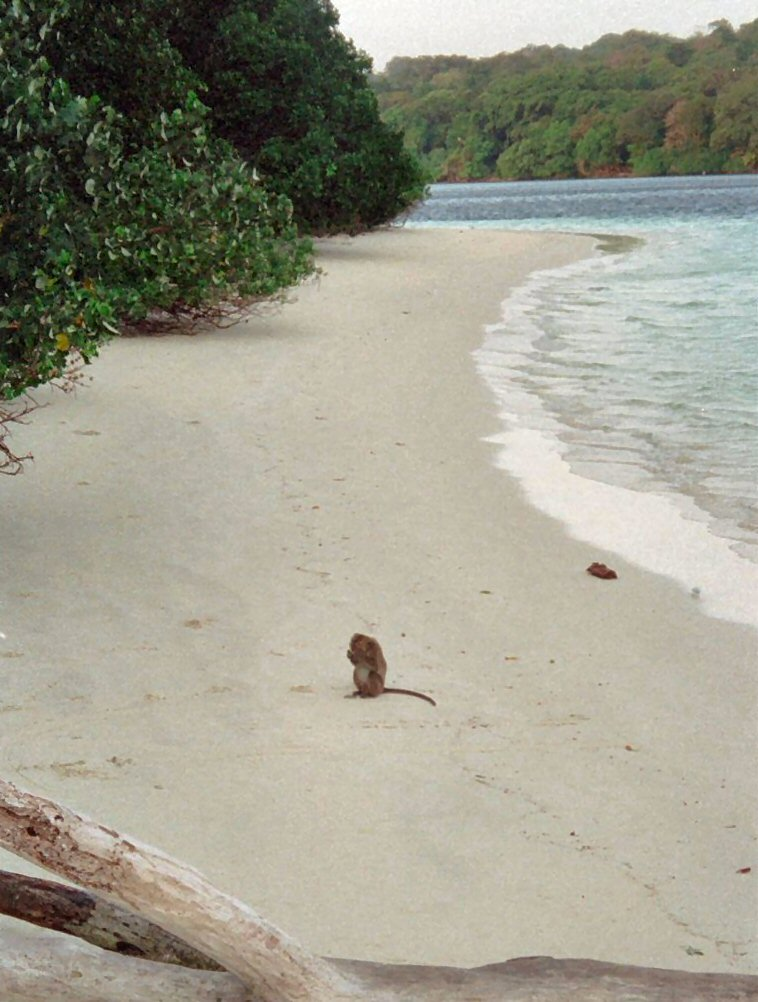
Strand op Peucang

Peucang is een eiland in het nationaal park Ujung Kulon, gelegen aan de uiterste westpunt van Java in Indonesië. Er komen verschillende zoogdieren voor, zoals herten, wilde zwijnen en apen.